# Peter Schreier
Peter Schreier   (Meissen, 29 de juliol de 1935 - Dresden, 25 de desembre de 2019) va ser un cantant (tenor) i director d'orquestra alemany.

## Biografia
Peter Schreier va créixer a Constappel, Saxònia. El seu pare era mestre i cantor. La següent inscripció es troba a la casa dels pares: "El compositor Carl Ferdinand Adam va néixer aquí el 1806". Peter Schreier va ser acceptat a la classe preparatòria del Dresden Kreuzchor el 1943 i es va convertir en membre el juliol de 1945. Va ser descobert com a talent pel director del cor Rudolf Mauersberger. Peter Schreier va cridar l'atenció perquè era un noi molt alt, com ho documenten els enregistraments d'aquesta època. Mauersberger va compondre una sèrie de parts en solitari per a ell, incloses: el Nocturno, l'oració del Senyor de la Música espiritual d'estiu, el De profundis del Rèquiem de Dresden i diversos arranjaments de cançons populars.
Després que la seva veu es va trencar, Schreier va passar a la categoria de veu tenor. Després d'estudis privats inicials amb Fritz Polster, va estudiar cant a l'Acadèmia de Música de Dresden. Entre els seus professors hi havia Herbert Winkler i Johannes Kemter, així com Ernst Hintze (direcció) i Martin Flämig (direcció del cor). El 1959 va debutar a l'Òpera Estatal de Dresden com el primer presoner a Fidelio de Beethoven. El 1961 es va convertir en membre del conjunt i va celebrar els seus primers grans èxits en papers de Mozart, que posteriorment van tenir un paper central en el seu repertori. El 1963 es va traslladar a l'Òpera Estatal de Berlín. El seu Belmonte Die Entführung aus dem Serail va ser un gran èxit; Els teatres d'òpera internacionals es van adonar d'ell.
El 1966, Schreier va debutar com a jove mariner a Tristan und Isolde al Festival de Bayreuth. El 1967 va cantar per primera vegada al Festival de Salzburg, on va actuar durant 25 anys. A continuació, es van presentar compromisos a La Scala de Milà, el New York Met i el Teatre Colón de Buenos Aires. Schreier gaudia de la llibertat de viatjar sense ser membre del Partit Socialista Unificat d'Alemanya. Va citar la seva forta connexió amb la vida musical i la tradició musical de Saxònia i Dresden com la raó per la qual mai va abandonar la República Democràtica Alemanya de manera permanent cap a Occident.
Schreier va obtenir reconeixement internacional especialment com a cantant de Mozart, però la seva interpretació de les parts de l'Evangelista a les Passions i oratoris de Johann Sebastian Bach també el va donar a conèixer a tot el món. El seu repertori era ampli; A més de l'òpera, la cançó i l'oratori, una de les seves àrees mestres, també va treballar en l'opereta (per exemple com Eisenstein a Die Fledermaus). Peter Schreier va ser vist per última vegada com a cantant el 22 de desembre de 2005 a Praga. Després va acabar la seva carrera internacional de cantant.
Des de 1981 treballà com a professor honorari i va dirigir classes magistrals internacionals de cant. Entre els seus nombrosos enregistraments, l'àlbum Peter Schreier canta cançons de Nadal de 1975 va ser, amb diferència, l'enregistrament més venut de la història de la RDA, amb uns 1,4 milions de còpies venudes. D'acord amb les directrius actuals d'adjudicació de l'Associació de la Indústria Musical Alemanya, modificades per última vegada l'1 d'octubre de 2003, aquesta gravació hauria estat guardonada amb 14 premis d'or i 1 de platí.
Com a director d'orquestra va treballar, entre d'altres, amb la Filharmònica de Berlín, l'Orquestra Simfònica d'Hamburg, la Staatskapelle Dresden, l'Orquestra Simfònica de Viena, l'Orquestra Mozarteum de Salzburg, l'Orquestra Gürzenich, l'Orquestra Filharmònica Estatal d'Hamburg i l'Orquestra Filharmònica de Los Angeles.
De 1984 a 1990 Schreier va ser president del "Kuratorium Schauspielhaus Berlin" (més tard Konzerthaus Berlin). Va ser membre de l'Acadèmia Saxona de les Arts. A proposta del director de l'Òpera Estatal Hans Pischner, Schreier va ser nomenat membre honorari de l'European Cultural Workshop (EKW) el 2004.
Schreier vivia a Dresden-Loschwitz, estava casat i va tenir dos fills, Torsten (* 1958) i Ralph (* 1961), el nom del tenor suec Torsten Ralf (1901–1954), que va treballar a l'Òpera Estatal de Dresden de 1935 a 1945.

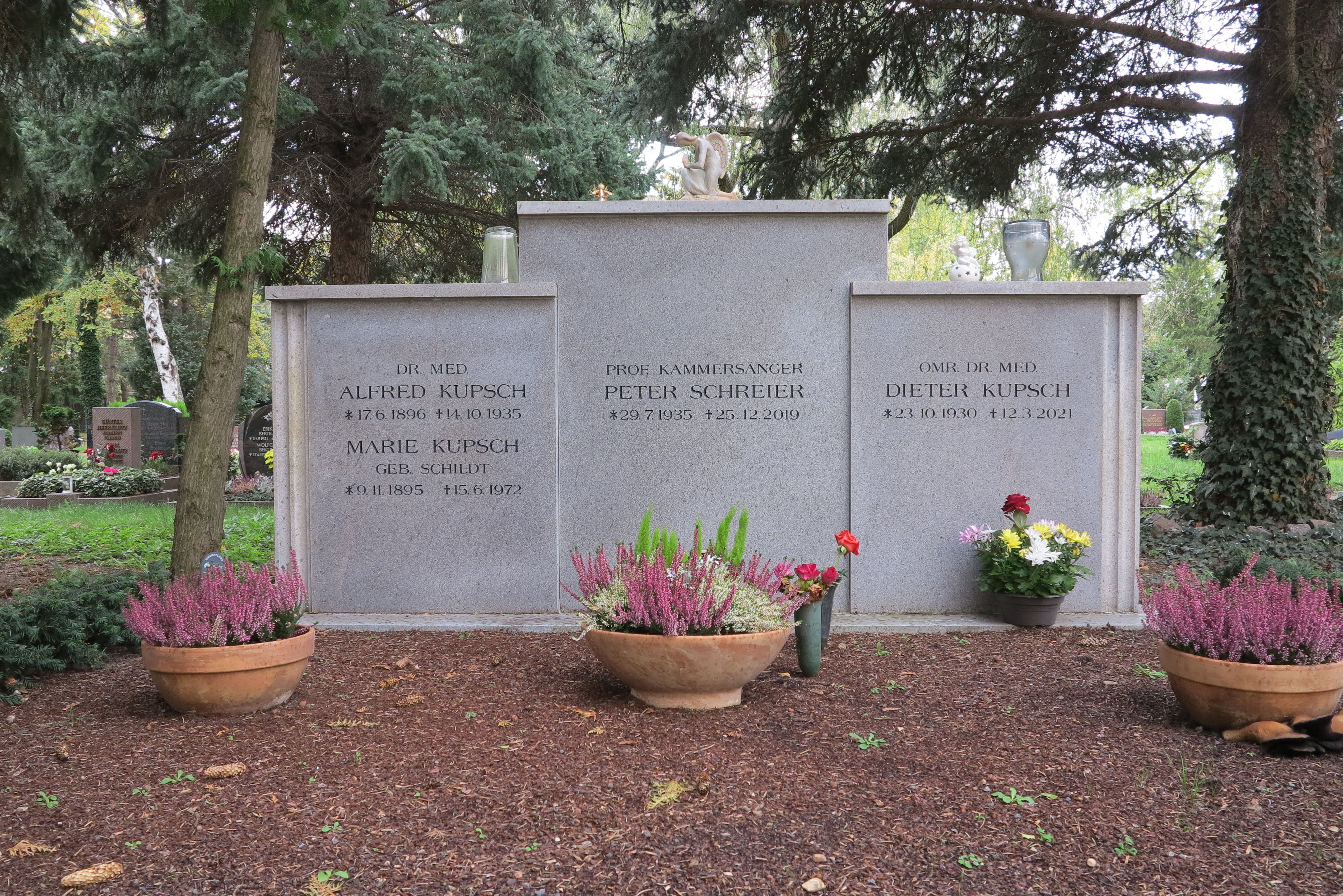
La tomba de Peter Schreier a l'Innere Matthäusfriedhof Dresden

El 25 de desembre de 2019, Schreier va morir als 84 anys en un hospital de Dresden després d'una llarga malaltia.

## Discografia (selecció)
Com a cantant

- En una col·lecció sense títol d'orgue i música sacra de Palestrina i Bach, Peter Schreier va cantar tres àries d'alt quan era nen: Es ist vollbracht de la Passió de Sant Joan (BWV 245 núm. 58; NBA núm. 30), així com Es kosten viel, ein Christ zu sein (BWV 459) i Wasbet, o biset du,? (BWV 506) del llibre d'himnes de Schemelli. A l'orgue: Hans Otto. VEB Lied der Zeit – Schallplatten – ETERNA (LPM 1025), llançat al voltant de 1954/55.
- Edició 80è aniversari Berlin Classics (Edel), 2015.
- Johann Sebastian Bach: Passió per Sant Mateu. Director: Karl Richter. Archiv Produktion (Música Universal), 1989.
- Johann Sebastian Bach: Passió per Sant Joan. Director: Hans-Joachim Rotzsch. Classe RCA. (Sony Music), 1998.
- Johann Sebastian Bach: Oratori de Nadal, director: Martin Flämig. Berlin Classics (Edel), 1993. (CD de l'enregistrament de 1974)
- Johann Sebastian Bach: Oratori de Nadal, director: Nikolaus Harnoncourt. Deutsche Grammophon, 2005. (DVD de l'enregistrament de 1984)
- Ludwig van Beethoven: A l'amat llunyà.58; NBA Amb András Schiff (piano). Decca (Música Universal), 1996.
- Hector Berlioz: Rèquiem. Director: Charles Munch. Deutsche Grammophon (Música universal), 2009.
- Johannes Brahms: La bella Magelone. amb András Schiff (piano). Belvedere (Harmonia Mundi), 2015.
- Wolfgang Amadeus Mozart: Àries d'òpera. Polygram Records, 1990.
- Wolfgang Amadeus Mozart: Rèquiem. Director: Karl Böhm. Philips (Universal Music), 1984.
- L'alè de l'amor. Peter Schreier com a tenor de Mozart. Director: Otmar Suitner. Eterna, 1973.
- Prokofiev – Hindemith: cançons. Clàssics de Berlín (Edel), 2004.
- Franz Schubert: La bella filla del moliner. Amb Konrad Ragossnig (guitarra). Clàssics de Berlín (Edel), 2004.
- Franz Schubert: Winterreise (arranjament per a veu i quartet de corda). Perfil (Naxos), 2015.
- Franz Schubert: Cançons de Schubert. amb András Schiff (piano). Wigmore Hall Live (CODAEX Alemanya), 2006.
- Heinrich Schütz: Passió per Sant Joan SWV 481 / Salms de David. Director: Martin Flämig. Clàssics de Berlín (Edel), 1997.
- Robert Schumann: Dichterliebe op 48. Amb Christoph Eschenbach (piano). Teldec Classics International, 1991.
- Robert Schumann: Dichterliebe op. 48 / Liederkreis op.39. Amb Norman Shetler (piano). Clàssics de Berlín (Edel), 2007.
- De noi alt a tenor líric. Clàssics de Berlín (Edel), 1995.
- Richard Wagner: Tristan und Isolde. Director: Herbert von Karajan. EMI – His Masters Voice, 1972.
- Richard Wagner: Tristan und Isolde. Director: Karl Böhm. Deutsche Grammophon, 1966
- Hugo Wolf: Goethe-Lieder. amb Wolfgang Sawallisch (piano). Ariola Eurodisc, 1986.
- Hugo Wolf: Mörike Songs. Amb Karl Engel (piano). Orfeo (Naxos Alemanya), 1998.

Com a director d'orquestra
- Johann Sebastian Bach: Oratori de Nadal (fragments). Staatskapelle Dresden. MC, Eterna-Digital, (1985).
- Johann Sebastian Bach: Passió per Sant Joan. Staatskapelle Dresden. Newton Classics (membrana), 2011.
- Johann Sebastian Bach: Dues cantates nupcials, BWV 202 i 210. (Sortir, ombres doloroses / Oh dia encantador, temps desitjat). Orquestra de Cambra de Berlín. Clàssics brillants, (ca. 2000).
- Johann Sebastian Bach: Cantates Seculars, BWV 204 i 208. (Tot el que em agrada és la caça alegre / Estic content dins de mi mateix). Clàssics brillants, (ca. 2000).
- Joseph Haydn: La creació. Hob. XXI:2. DVD. Arthaus Music, 1992.

## Premis
Schreier va rebre, entre altres coses, el Premi Nacional de 1a classe de la RDA (1986) i la Creu Federal al Mèrit. A més, va rebre el títol de Kammersänger tres vegades (RDA, Baviera, Àustria) i va ser nomenat ciutadà honorari de Meissen.
- 1967: Nationalpreis der DDR III. Klasse
- 1969: Robert-Schumann-Preis der Stadt Zwickau
- 1972: Händelpreis des Bezirkes Halle
- 1984: Vaterländischer Verdienstorden in Gold[9]
- 1986: Ehrenmitglied der Gesellschaft der Musikfreunde in Wien
- 1988: Ernst von Siemens Musikpreis; Léonie-Sonning-Musikpreis
- 1989: Großer Stern der Völkerfreundschaft
- 1994: Georg-Philipp-Telemann-Preis der Landeshauptstadt Magdeburg
- 1998: Stiftung Bibel und Kultur – Preis für Bibel und Gesang
- 2000: Preis der Europäischen Kirchenmusik;
- 2004: Ehrenmitglied der „Europäischen Kulturwerkstatt“ (EKW) Berlin/Wien
- 2009: Bachpreis der Royal Academy of Music[10]
- 2011: Internationaler Mendelssohn-Preis zu Leipzig (Kategorie Musik)[11]
- 2011: Hugo-Wolf-Medaille
- 2013: Bach-Medaille, Verleihung im Rahmen des Bachfestes in Leipzig für seine Bachinterpretationen
- 2016: Sächsischer Verdienstorden[12]
- 2016: Kunstpreis der Landeshauptstadt Dresden

## Documentals de cinema
- Peter Schreier – Una pel·lícula de Wolf-Eberhard von Lewinski. 60 min., producció SR, emesa al primer canal el 30 d'abril de 1978.
- Peter Schreier canta: cançons de J. S. Bach, Mozart, Beethoven, Schubert i Brahms. Enregistrament d'un recital de cançó a la sala d'emissions de SR el 20 de novembre de 1977. Al piano: Norman Shetler, dirigit per Peter Rocholl, emès al primer i tercer canal de l'ARD el 1978.
- Peter Schreier - Tot té el seu temps. 83 min., dirigit i produït per Heide Blum. D 2006.[13]
- Biografies: Peter Schreier - Vocal Wonder i World Citizen, documental - Producció, guió i direcció: Heike Bittner (D 2015)